# Karl Hayd

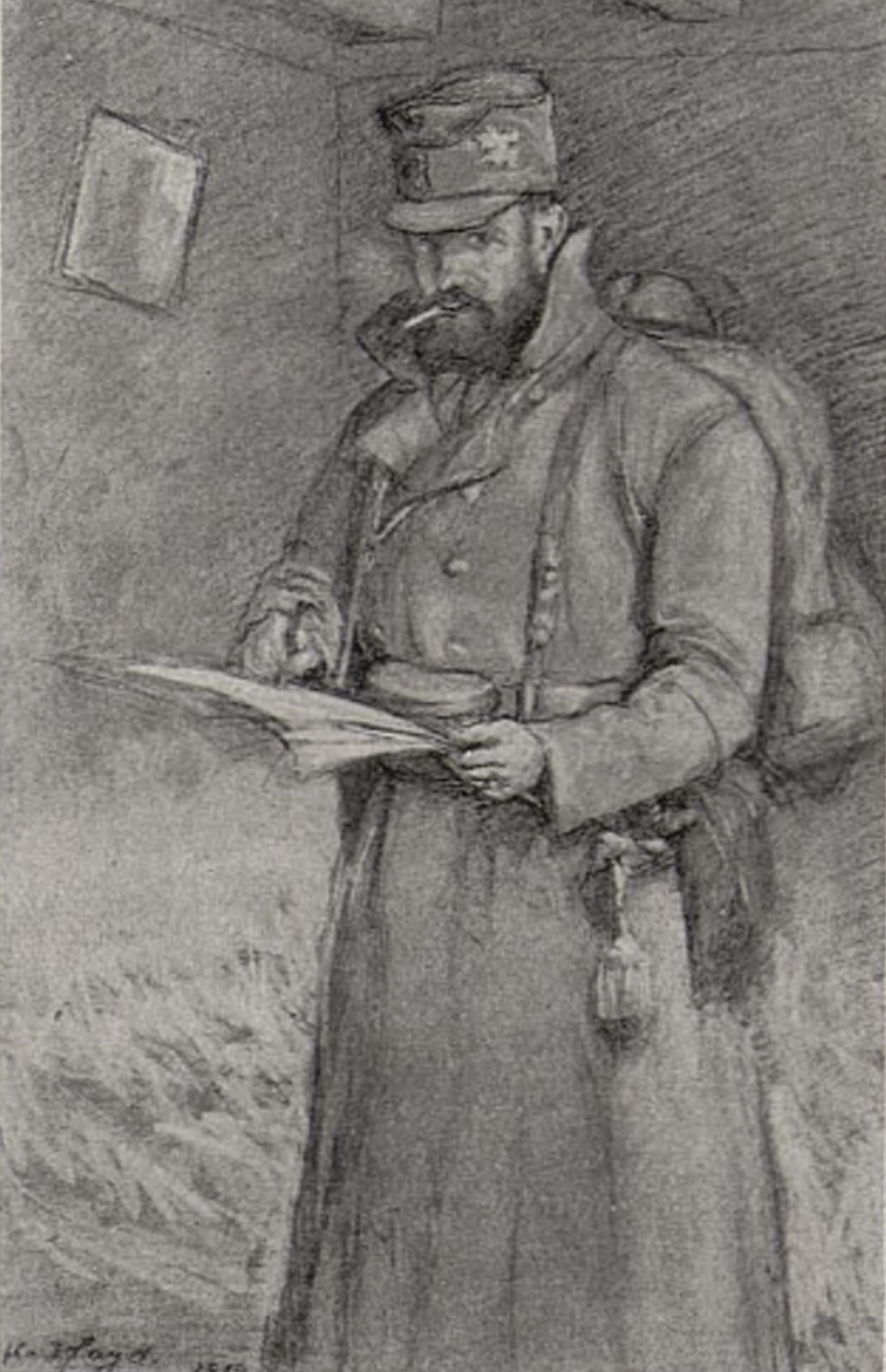
Karl Hayd (1915)

Karl Hayd (* 8. Februar 1882 in Hainburg an der Donau, Österreich-Ungarn; † 14. Oktober 1945 in Linz) war ein österreichischer Maler und Grafiker.

## Leben

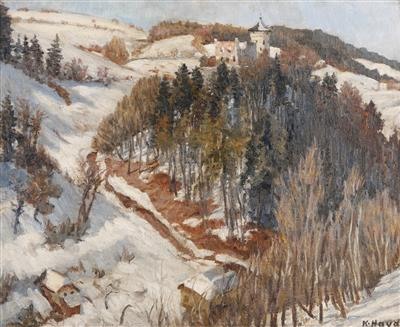
Winterlandschaft mit Burg Wildberg

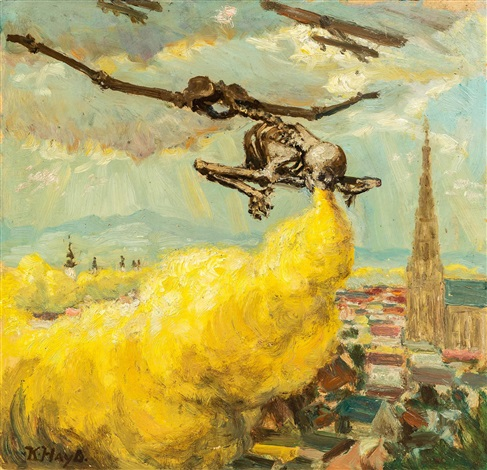
Gaskrieg über Linz (1942)

Hayds Vater war Oberleutnant an einer Kadettenschule in Altaussee, die Mutter (geborene Hörzinger) stammte aus Linz. Durch den Beruf des Vaters zog die Familie oft um, so verbrachte Karl Hayd seine Kindheit in Klosterneuburg, Salzburg, Linz und Wien. In Salzburg und Wien besuchte er die Realschule und in Wien später die Staatsgewerbeschule für Architektur. Nach dem Abschluss 1901 absolvierte er als Praktikant eine Maurerlehre und danach ein freiwilliges Jahr bei den Tiroler Kaiserjägern in Innsbruck.
Im Jahr 1902 begann er ein Kunststudium an der Akademie der bildenden Künste in Wien, das er 1906 abschloss. Danach wechselte er für zwei Jahre an die Akademie der bildenden Künste in Prag; nach der Rückkehr schloss er Bekanntschaft mit Egon Schiele, und tauschte mit ihm Zeichnungen aus. Eine Studienreise nach Venedig, Dalmatien und Bosnien folgte 1909, danach ein längerer Aufenthalt auf der niederländischen Insel Marken in der damaligen Zuiderzee (heute IJsselmeer). 1910 trat er dem Albrecht-Dürer-Bund bei und lebte seit 1911 als freischaffender Künstler in Wien. Im selben Jahr stellte er erstmals aus. Im Sommer folgte ein längerer Aufenthalt in Tamsweg, 1913 ein halbes Jahr in Cicale, Lussin piccolo (vor der dalmatinischen Küste) und in Arco am Gardasee. Noch im gleichen Jahr schloss er sich dem Oberösterreichischen Kunstverein in Linz an.
Im Jahr 1914 heiratete er in Linz Hedwig Kutschera, die Tochter des Besitzers der Linzer Beethoven-Apotheke.
Während des Ersten Weltkriegs arbeitete er vor allem als Kriegsmaler – zuerst an der galizischen – später an der Dolomitenfront und im Kampfgebiet um Trient. Nach Kriegsende gründete er gemeinsam mit Karl Emmerich Baumgärtel und Otto Hamann die Künstlergruppe „Der Ring“ und zog nach Linz. Diese Stadt verließ er in den folgenden Jahren nur noch für Reisen und Arbeitsaufenthalte. 1940 erkrankte er an einem Asthmaleiden, das auch eine Kur in Bad Hall kaum linderte. Im März 1944 erzwang der Bombenkrieg die Übersiedlung nach Traunkirchen, nach Kriegsende kehrte er jedoch nach Linz zurück, wo er auch im Herbst 1945 starb.

## Werk
Hayd beherrschte die meisten malerischen und grafischen Techniken, so enthält sein Gesamtwerk Ölbilder, Aquarelle, Fresken, Farbstiftzeichnungen, Radierungen und Lithografien. Die Fresken sind jedoch großteils verloren gegangen. In frühen Jahren (etwa 1907 bis 1912) illustrierte er auch Bücher, später entwarf er Plakate und malte Industriebilder. Letztere zeichnen sich vor allem durch eigenständige Komposition und technische Genauigkeit aus (etwa: „Bohrmaschinen im Salzbergwerk“ 1925). Bekannt sind auch seine Blumenstillleben, Landschaftsbilder und Stadtansichten.
Die Bilder mit kriegerischen Themen stellen keine heroische Überhöhung dar, sondern vor allem das Makabere, Mörderische und Gespenstische – zu sehen in: „Das Lied der Toten“, „Gas“, „Tod speit Gas“ oder „Tod als Flieger“. Hayds Werk blieb stets gegenständlich. Charakteristisch ist die Farbkraft der Bilder – Farbe war für ihn keine bloße Zutat, sondern Grundelement. Der Künstler distanzierte sich zeitlebens von Kunstströmungen, sondern strebte Universalität und Allgemeingültigkeit an.
Die Schaffensperiode reichte bis zwei Tage vor seinem Tod.